# Jan Švankmajer
Jan Švankmajer (Praag, 4 september 1934) is een Tsjechisch filmregisseur en animator.
Švankmajer noemt zichzelf een "militante surrealist". Hij begon zijn loopbaan met het draaien van geanimeerde korte films in de jaren '60. Hij brak echter pas internationaal door met zijn lange speelfilms aan het eind van de jaren '80. In die films maakt hij gebruik van poppentheater en klei-animatie in stop-motiontechnieken. Zijn speelfilms vormen een bron van inspiratie voor regisseurs als Tim Burton en Terry Gilliam.

## Filmografie (selectie)
- 1988: Něco z Alenky
- 1988: Another kind of love (videoclip van gelijknamige single van Hugh Cornwell)
- 1994: Lekce Faust
- 1996: Spiklenci slasti
- 2000: Otesánek
- 2005: Šílení
- 2010: Přežít svůj život